# Beaumont (Califòrnia)
Beaumont és una població dels Estats Units a l'estat de Califòrnia. Segons el cens del 2000 tenia 11.384 habitants.

## Demografia
Segons el cens del 2000, Beaumont tenia 11.384 habitants, 3.881 habitatges, i 2.782 famílies. La densitat de població era de 161,8 habitants/km².
Per edats la població es repartia de la següent manera: un 33% tenia menys de 18 anys, un 9,9% entre 18 i 24, un 29,1% entre 25 i 44, un 17,3% de 45 a 60 i un 10,7% 65 anys o més.
L'edat mediana era de 30 anys. Per cada 100 dones de 18 o més anys hi havia 88,1 homes.
La renda mediana per habitatge era de 29.721 $ i la renda mediana per família de 37.403 $. Els homes tenien una renda mediana de 30.829 $ mentre que les dones 20.613 $. La renda per capita de la població era de 14.141 $. Entorn del 17,8% de les famílies i el 20,2% de la població estaven per davall del llindar de pobresa.

## Poblacions més properes
El següent diagrama mostra les poblacions més properes.